# Pomnik w Wygodzie Kozińskiej
Pomnik w Wygodzie Kozińskiej – pomnik w formie obelisku poświęcony ofiarom terroru, znajdujący się w Wygodzie Kozińskiej po wschodniej stronie drogi z Buska-Zdroju do Kielc, zbudowany w okresie Polski Ludowej.
Niewielki monument według projektu Leszka Kurzei postawiono na placu między dawnym budynkiem urzędu gminy, a szosą z Buska do Kielc. Pomnik poświęcono ofiarom okupacji niemieckiej, to jest: Szczepanowi Korubie, Polakom rozstrzeliwanym między Wygodą Kozińską a Zwierzyńcem oraz partyzantom z oddziałów Armii Krajowej i Batalionów Chłopskich biorących udział między innymi w bitwie pod Skorzowem w sierpniu 1944. 

Na pomniku wyryto napis: 

Uczestnikom bohaterskich walk partyzanckich z hitlerowcami oraz partyzantom bestialsko pomordowanym przez okupanta w latach 1939–1944. Społeczeństwo Wygody Kozińskiej i okolic.

W okresie Polski Ludowej pomnikiem zbudowanym w 1964 z okazji XX rocznicy PRL opiekowali się uczniowie ze szkoły podstawowej w Szańcu, obecnie obelisk niszczeje.

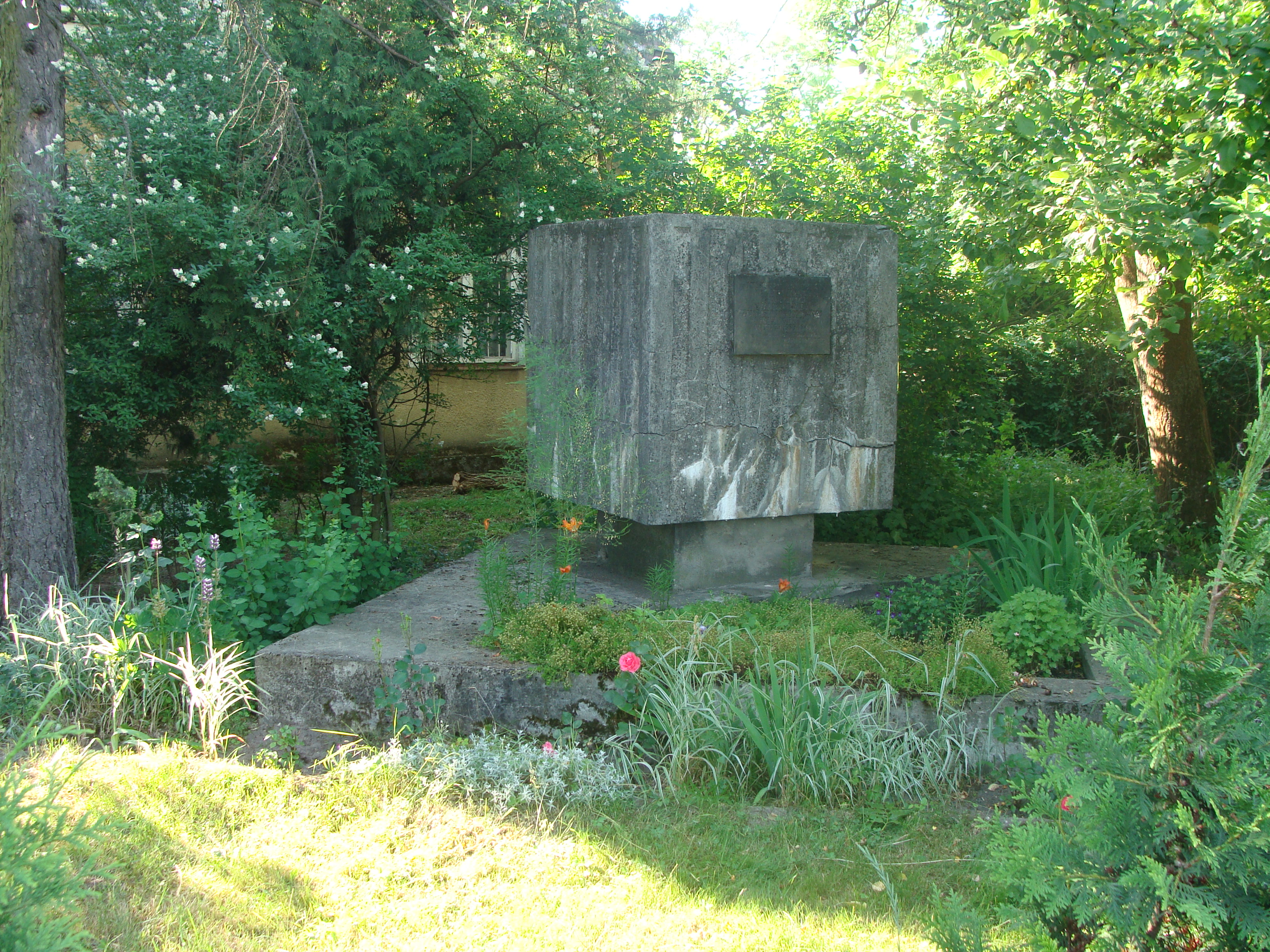
Pomnik, widok z drogi z Buska-Zdroju do Kielc